# Бензотиазол
Бензотиазол — гетероциклическое органическое соединение.

## Физические и химические свойства
Бензотиазол представляет собой жёлтую вязкую жидкость с неприятным запахом, малорастворимую в воде и хорошо растворимую в [этанол]е, диэтиловом эфире, ацетоне и сероуглероде.
Благодаря наличию в цикле атома азота бензотиазол реагирует с минеральными кислотами с образованием солей. Он также взаимодействует с солями тяжёлых металлов (AuCl3, PdCl4, PtCl4), образуя малорастворимые соединения с яркой окраской.

## Применение
Бензотиазол применяется в химической промышленности и для исследовательских целей. К производным бензотиазола относится краситель тиофлавин Т и каптакс.